# Kannibalisierung (Technik)
Kannibalisierung ist eine Form der Ersatzteilbeschaffung. Diese wird bei Systemen angewandt, für die keine neuen Ersatzteile mehr beschafft werden können oder bei denen deren Beschaffung zu lange dauern würde. Häufig gilt das Verfahren der Erhaltung beziehungsweise schnellen Wiederherstellung der Funktion einsatzwichtiger Systeme. Schwer beschaffbare Ersatzteile werden beispielsweise aus einem defekten Gerät entnommen oder aus einem baugleichen, temporär nicht genutzten System „entliehen“. Da dieses Verfahren einen immensen administrativen Folgeaufwand erzeugen kann, ist die Anwendung auf genau spezifizierte Szenarien beschränkt. Generell sollte das mechanische Zusammenwirken von unterschiedlich stark verschlissenen Teilen, mit dem Kannibalismus jedoch häufig einhergeht, vermieden werden.